# Санти, Джорджо
Джо́рджо Са́нти (итал. Giorgio Santi; 1746—1822) — итальянский ботаник.

## Биография
Джорджо Санти родился 7 апреля 1746 года в семье Рутилио Санти и Филлиды Маттеи. Учился в Сиенском университете, в 1777 году получил степень доктора медицины.
В 1773 году отправился в Монпелье. Через несколько лет переехал в Париж, где учился до 1783 года у Жоржа-Луи Леклерка де Бюффона и Антуана Лавуазье. В 1783 году Санти стал профессором химии, ботаники и естественной истории Пизанского ботанического сада, также он был назначен его директором. С 1814 года на пенсии.
Джорджо Санти скончался 30 декабря 1822 года в родном городке Пьенца.
В 1789—1802 Санти издал несколько книг о своих путешествиях по Италии. Впоследствии они были переведены на немецкий и французский языки.
О существовании гербарных образцов Санти ничего не известно. Возможно, они имеются в гербарии Сиенского университета (SIENA).

## Некоторые научные работы
- Santi, G. (1789). Analysi chimica delle acque dei bagni pisani. 136 p.
- Santi, G. (1795). Viaggio al Montamiata. 356 p.
- Santi, G. (1798). Viaggio seconde per le provincie Senesi. 451 p.

## Роды растений, названные в честь Дж. Санти
- Santia Savi, 1799 [syn.  Polypogon Desf., 1798]
- Santiella Tassi, 1900 [syn.  Passeriniella Berl., 1891]